# Кривець (Підляське воєводство)
Кривець (пол. Krzywiec) — село в Польщі, у гміні Нарва Гайнівського повіту Підляського воєводства.
Населення — 137 осіб (2011).
У 1975-1998 роках село належало до Білостоцького воєводства.

## Демографія
Демографічна структура станом на 31 березня 2011 року:
|          | Загалом | Допрацездатний вік | Працездатний вік | Постпрацездатний вік |
| -------- | ------- | ------------------ | ---------------- | -------------------- |
| Чоловіки | 62      | 7                  | 45               | 10                   |
| Жінки    | 75      | 6                  | 32               | 37                   |
| Разом    | 137     | 13                 | 77               | 47                   |